# Rijád tartomány

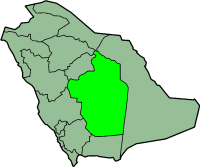
Rijád tartomány elhelyezkedése Szaúd-Arábián belül

Rijád tartomány (arabul منطقة الرياض [Minṭaqat ar-Riyāḍ]) Szaúd-Arábia tizenhárom tartományának egyike. Az ország középső részén fekszik. Északon Kaszím és Háil, keleten a Keleti tartomány, délen Nadzsrán, délnyugaton Aszír, nyugaton Mekka, északnyugaton pedig Medina tartomány határolja. Székhelye Rijád, a főváros. Területe 404 240 km², népessége a 2004-es népszámlálási adatok szerint 5 455 363 fő.
Kormányzója 1963-tól 2011-ig Szalman ibn Abdul-Aziz Al Szaúd herceg, a későbbi Szalman szaúdi király volt.

## Fordítás
Ez a szócikk részben vagy egészben  a   Liste der Provinzen Saudi-Arabiens című német Wikipédia-szócikk ezen változatának fordításán alapul.  Az eredeti cikk szerkesztőit annak laptörténete sorolja fel. Ez a jelzés csupán a megfogalmazás eredetét és a szerzői jogokat jelzi, nem szolgál a cikkben szereplő információk forrásmegjelöléseként.